# Mikhail Kravchuk (cầu thủ bóng đá)
Mikhail Kravchuk (tiếng Belarus: Мiхаiл Краўчук; tiếng Nga: Михаил Кравчук; sinh 19 tháng 9 năm 1991) là một cầu thủ bóng đá Belarus hiện tại thi đấu cho Luch Minsk.